# Dilatación (espacio métrico)
En matemáticas, una dilatación es una función {\displaystyle f} definida en un espacio métrico {\displaystyle M} sobre sí mismo, que satisface la identidad:
{\displaystyle d(f(x),f(y))=r\,d(x,y)}
para todos los puntos {\displaystyle x,y\in M}, donde {\displaystyle d(x,y)} es la distancia de {\displaystyle x} a {\displaystyle y} y {\displaystyle r} es algún número real positivo.
En un espacio euclídeo, dicha dilatación produce una imagen con la que guarda una relación de semejanza. Las dilataciones cambian el tamaño pero no la forma de un objeto o figura.
Cada dilatación de un espacio euclídeo que no es un congruencia tiene un punto fijo único que se denomina centro de dilatación. Algunas congruencias tienen puntos fijos y otras no.